# Obertenghi
Obertenghi és el nom d'una dinastia d'origen llombard, que comença per Obert I (o Otbert o Odebertus) marquès de Milà comte de Luni i regent de la marca que al segle x va ser anomenada Marca Obertenga del seu nom, un territori que incloïa Llombardia (amb la Suïssa italiana i Novara), l'Emília menys Bolonya (però inclosa Ferrara) i part del Piemont (amb l'Oltregiogo amb Tortona, Novi, Ovada, Bormida i part de Ligúria i de Toscana, des de la zona de Gènova a la Lunigiana i la Garfagnana, i, encara que indirectament, Còrsega i part de Sardenya. Els membres de la família tenien el títol honorífic de prínceps de San Columbano.

## Orígens
Les arrels de la família es remunten, segons les fonts antigues, a Bonifaci I de Toscana, noble franc, primer marquès de Toscana.

## Història
Després de l'imperi romà, sota els romans d'Orient, els longobards i els francs al nord d'Itàlia, el que era la regió romana de Ligúria (IX Regió romana) amb capital a Gènova s'havia unit (segle iv) amb la d'Emília (romana Aemilia o regió VIII) amb capital a Piacenza) i una mica després, cap al final del mateix segle, també amb la Transpadana (regió XI amb capital a Mediolanum; per aquesta macroregió es va mantenir el nom de Ligúria, però la nova capital va ser Milà (també es va convertir en capital imperial sota Maximià) amb les províncies de Gènova i Piacenza. El territori era enorme i comprenia l'actual Ligúria (amb els Alps Marítims i el Nizzardo o país de Niça, fins a la Lunigiana i la Garfagnana), el Piemont i la Vall d'Aosta, Llombardia (amb la Suïssa italiana) i l'Emília (exclosa Bolonya) 
Sota els romans d'Orient es va formar la Provincia Marittima Italorum amb capital a Gènova, però va passar el 641 als longobards i després als francs que van reunificar la regió com estava abans, sense canviar l'estructura donada pels romans amb la formació de ducats longobards o comtats francs. L'únic canvi real va ser el trasllat de la capital a Pavia, deixant a la religiosa Milà com a seu de l'arquebisbat.
El 614 es va formar el feu monàstic de Bobbio amb centre a l'abadia de San Colombano, que posteriorment va esdevenir un comtat episcopal rebent el títol de ciutat d'Enric II (1014); sota els monjos de San Colombano, mercès a les donacions del rei longobard Agilulf, amb la medicació de la reina Teodolinda i l'exempció del Papa; de Bobbio (4 milles) es va expandir en els segles següents per tota la vall del Trebbia (de Piacenza fins a Torriglia), el territori de més enllà del Po, la Val Curone, la Val Tidone, amb Trebecco, Ruino, Romagnese, la Val Nure i la Val d'Aveto, sobre un únic territori però amb feus dispersos per tota la Itàlia septentrional; a Ligúria fins a la rodalia de Gènova, i entremig fins al mar a Camogli i San Colombano Certenoli i el port de Moneglia, cap a tot el país de Tigullio, les Cinque Terre de Levanto fins a Portovenere i Lerici, i les tres illes (Palmaria, Tino i Tinetto amb el monestir de San Venerio), i també les illes lígurs de Bergeggi i Gallinara, fino a la Lunigiana i la Garfagnana, fins a les illes de l'arxipèlag toscà (Elba, Capraia, Montecristo, etc.) i sobre la costa al ponent d'Albenga fins a Mentone i al coll de Tenda (zona abandonada a causa de les incursions dels sarraïns); a Gallura; al Piemont al Oltregiogo (Tortona, Novi Ligure, Ovada i la Val Bormida), a la Langhe i al Monferrato arribant a Torí i a la vall Pellice (Bobbio Pellice), a Emilia amb la zona apenina de la Val Nure fins a Pontremoli (primer Via Romea i després Via Francigena) passant per Bedonia, Bardi, la Val di Taro (Borgo Val di Taro), Berceto i el pas de la Cisa (Via degli Abati), de la Val Fontanabuona, per la Val di Vara al Magra; d'altra banda tenia possessions a Gènova, Piacenza, Màntua, Venècia, Ferrara, Ravenna, Pavia, Pisa, Lucca i Ascoli Piceno, a Lombardia a Lodigiano (San Colombano al Lambro), a l'entorn del llac de Como i a la Valsassina (Piani di Bobbio), al llac de Garda (de Salò a Bardolino), al llacs de Màntua, sobre el Mincio a Comacchio cap a Venècia, amb una flota de vaixells que a més de pel mar navegava pel riu Po i el riu Ticino de Pavia a Suïssa o cap a la mar i estalviava el transport terrestre contribuint al proveïment del territori (sal, olives, vi, peix, carn, carbó, etc.).
Per a la defensa de tots aquests territoris, amb l'aprovació de la imperial i papal, Bobbio havia format una guàrdia armada controlada pels descendents dels Obertenghi, en territori dels quals els monjos havien construït nombrosos monestirs connectats als propis per carreteres utilitzades pels monjos i pelegrins; s'havien fundat nombrosos castells i fortificacions a la zona per protegir la comunitat religiosa, especialment en l'època de les invasions sarraïnes.
Després de la decadència del segle x fins al període que va seguir a l'excomunió del bisbe Guarneri i a la infeudació del 1164 per l'emperador Frederic I Barba-roja es va debilitar la protecció imperial i papal, i la major part de les terres van passar directament als Obertenghi que van ampliar les fortificacions i amb el suport imperial i més tard amb el bon nombre de descendents de les branques col·laterals.
El comtat de Bobbio es va reduir a només una part de la vall del Trebia, de l'altra banda del Po, amb els llogarets de Trebecco, Ruino, Zavattarello i Romagnese a l'altra Val Tidone en el que serà després el feu dels Malaspina i dels Dal Verme.

## Divisió
En 950-951 el rei Berenguer II d'Itàlia va acabar i la reorganització de Ligúria al nord d'Itàlia, iniciada per Hugo de Provença el 941. El comte Aleram de Vercelli va rebre una marca central coneguda per Marca Aleràmica entre la costa i el Montferrat, amb Vercelli, Ceva, Acqui Terme i a la costa fins Oneglia i Albenga; el comte de Torí Arduí Glaber una marca occidental coneguda per Marca Arduínica, amb Torí i fins als Alps Marítims i a la costa amb el Nizzzardo, Ventimiglia i Sanremo; i el comte de Luni Obert I va rebre la marca de Ligúria oriental o Marca Obertenga (o Marca Januensis) amb capital a Milà. El marques Obert de Milà tindria autoritat sobre els comtes que abans pertanyien al marquès de Toscana, sobre Milà, Gènova, Luni i Tortona (aquestes dues sota domini directe d'Obert) i altres feus menors governats per bisbes i abats, terres a les que després es van afegir Bobbio, Parma i Piacenza, Mòdena i Reggio, Ferrara i Ascoli Piceno Piceno.
Els hereus d'Obert I, Adalbert I i Obert II (Obert Obizzo mort el 972) van mantenir-se el poder de manera consorcial, amb el suport de l'Imperi sota Otó I i l'aliança d'Arduí Glaber.

## Fraccionaments de la família i les branques
Després ambs els diversos fills d'Obert II' i els seus hereus successius, el càrrec es va dividir, donant lloc, entre d'altres, a les famílies Este, Pallavicino, Fieschi, Malaspina, Della Torre o Torriani, Pastorino, Visconti de Gallura, Parodi, Pinelli de Gènova, Lupi de Soragna, Massa, Della Berardenga, Cavalcabò de Cremona, Adalbertina, i algunes més menys importants.

## Genealogia
- Adalbert I, marquès de Milà
  - Obert I, + vers 997, comte de Luni (951) marquès de Ligúria oriental (962) casada amb l'hereva d'Este i Montagnana
    - Adalbert, marquès Pallavicini
    - Obert II, + vers 1013, comte de Luni, hereu d'Este
    - Obert Obizzo, marquès
      - Albert dit Malaspina, marquès + vers 1141
        - Guillem, marquès + vers 1167
        - Obizzo I, marquès + vers 1185
          - Moruello, marquès + vers 1197/1199 
            - Guillem, marquès 
              - Opizzino, marquès + 1249/1253, origen dels Malaspina dello Spino Fiorito

            - Conrad, marquès + vers 1200
            - Opizzino, marquès

          - Obizzo II, marquès + vers 1193
            - Conrad, marquès + 1253/1254, ancestre de la bran dels Malaspina dello Spino Secco

          - Albert Moro, marquès 1212/1220

    - Albert, marquès + vers 1024
      - Albert Rufo, + abans de 1094 
        - Guillem Francesc (Francigena), marquès de Parodi, + després de 1139
          - Albert Zueta, marquès of Parodi, + abans de 1166
            - Guillem Saraceno, marquès de Parodi, + abans de 1199
              - Pallodino, marquès de Parodi, +abans de 1223
                - Conrad, marquès de Parodi, + després de 1237

              - Moruello, + després de 1198, marquès de Parodi
                - Andreu Blanc, marquès de Parodi, Massa i Còrsega, + després de 1237
                  - Guillem, marquès de Massa, + després de 1253
                    - Andreu, marquès de Massa, + després de 1276

                  - Albert, + després de 1253

            - Ranier, marquès de Parodi, + vers 1171
              - Conrado, marquès de Parodi, + vers 1223
              - Opizzino, marquès de Parodi, + vers 1223

        - Guiu
          - Albert I, marquès de Gavi, + vers 1178
            - Joan, marquès de Gavi, + 1202
              - Ranier, + vers 1208 
                - Guiu, marquès de Gavi, + vers 1202
                  - Joan, marquès de Gavi, + 1231
                    - Jaume, marquès de Gavi, + vers 1274
                      - Andreu, + vers 1291

                    - Manfred, marquès de Gavi, + vers 1289;
                      - Percival, marquès de Gavi, + vers 1295

                  - Opizzo/Obert, marquès de Gavi, + vers 1233
                    - Joan, marquès de Gavi, + vers 1292

                - Guillem, + vers 1210
                - Albert II, marquès de Gavi, + vers 1218
                  - Frederic, marquès de Gavi, + vers 1278 
                    - Enric, marquès de Gavi, + vers 1274

                  - Albert III, marquès de Gavi, + vers 1269
                    - Guillem, marquès de Gavi, + vers 1232

            - Guillem, marquès de Gavi, + vers 1198
            - Manfred, marquès de Gavi, + vers 1181
            - Anselm, marquès de Gavi

          - Obert Brattoporrata, + vers 1141
            - Albert Corso, marquès de Masa i Còrsega, + després del 1150
              - Obert, marquès de Massa i Còrsega, + 1155
                - Guillem, marquès de Massa i Còrsega, jutge de Cagliari (amb el nom de Guillem Salusi IV) i jutge d'Arborea, + 1214
                  - Agnès d'Arborea, + vers 1256 casada amb Marià II de Lacon-Gunale jutge de Torres (+ 1223)
                  - Beneta de Cagliari, +1232; casada el 1214 amb Barisó II de Lacon-Serra, jutge d'Arborea (+1217); casada vers 1220 amb Lambert Visconti jutge de Gallura (+1223/1326)
                    - Preciosa, + vers 1230; casada vers 1206 ang Hug de Bas-Serra, conjutge d'Arborea (*1178, +1211)

              - Guillem, marquès de Massa, + vers 1202
                - Guiu, marquès de Massa, + vers 1202

          - Hug, comte de Còrsega, + vers 1124